# Eric Aserlind
Eric Aserlind es un deportista estadounidense que compitió en remo. Ganó dos medallas en el Campeonato Mundial de Remo, oro en 1974 y plata en 1975.

## Palmarés internacional
| Campeonato Mundial | Campeonato Mundial       | Campeonato Mundial | Campeonato Mundial      |
| Año                | Lugar                    | Medalla            | Prueba                  |
| ------------------ | ------------------------ | ------------------ | ----------------------- |
| 1974               | Lucerna (Suiza)          | Medalla de oro     | Ocho con timonel ligero |
| 1975               | Nottingham (Reino Unido) | Medalla de plata   | Ocho con timonel ligero |